# Armée mexicaine
L'Armée mexicaine (espagnol : Ejército Mexicano) fondée le 19 février 1913  est la branche terrestre et aérienne — bien que le pays dispose aussi d'une branche aérienne indépendante — des Forces armées mexicaines.

## Organisation
L'Armée de terre est divisée en trois composantes : le siège national de l'Armée, les commandements territoriaux, et les unités indépendantes. Le ministre de la Défense commande l'Armée au moyen d'un système très centralisé et hautement hiérarchisé, comportant un grand nombre d'officiers généraux. L'Armée de terre est la plus importante branche des Forces armées du Mexique.

Logotype de l'Armée mexicaine.

Drapeau

L'Armée de terre est composée de 12 régions militaires, elles-mêmes divisées en 44 zones militaires. Toutes les régions militaires ainsi que les sous zones militaires sont reliées au siège de l'Armée, ce qui permet aux dirigeants et aux militaires d’être très réactifs en cas de besoin. Chacune des 12 régions militaires sont placées sous la direction d'un commandement de l'Armée, lequel peut étendre son influence sur toutes les unités disponibles sur son territoire. Ce système permet en outre de faire un contrepoids au pouvoir détenu par les gouverneurs d'état.
L'Armée de terre est constituée de 192 000 troupes terrestres actives prêtes à être déployées à tout moment ainsi que 559 770 troupes de réserve.

## Autres composantes
Les forces armées mexicaines comportent une force aérienne et une marine.

## Locution
Le terme « armée mexicaine » en français, « Mexican Army » en anglais, peut désigner ironiquement une organisation hiérarchique qui compte un trop grand nombre de dirigeants par rapport aux exécutants, ce qui peut être un facteur d'inefficacité. L'expression apparaît dans plusieurs langues à l'époque de la révolution mexicaine de 1910-1920 où chaque faction de la guerre civile distribuait généreusement des grades supérieurs à ses partisans.